# Màng tang
Loài cùng tên Màng tang xin xem thêm chi tiết tại Côm Hải Nam
Màng tang hay sơn kê tiêu (danh pháp hai phần: Litsea cubeba) là cây bụi hoặc thường xanh, cao 5-12m, thuộc họ Nguyệt quế. Nó là loài bản địa khu  vực Đông Nam Á đại lục, các đảo miền tây Malesia, Bangladesh, Nepal, miền bắc Ấn Độ, Trung Quốc và Nhật Bản.
Lá và quả màng tang dùng để chiết tinh dầu, nhưng tinh dầu lá màng tang chất lượng thấp. Gỗ màng tang có thể làm đồ nội thất, mỹ nghệ. Một số bộ phận của cây được dùng làm thuốc.
Quả màng tang chứa 3-5% tinh dầu. Tinh dầu màng tang chủ yếu là citral, chiếm 70-85%. Tinh dầu màng tang chủ yếu được sản xuất tại Trung Quốc với sản lượng ước tính 500 - 1.500 tấn mỗi năm. Loại tinh dầu này được dùng làm chất thơm, ví dụ trong xà phòng bánh. Đây cũng là một nguồn nguyên liệu trong công nghiệp hóa chất để tổng hợp vitamin A và một số chất khác.

## Hình ảnh

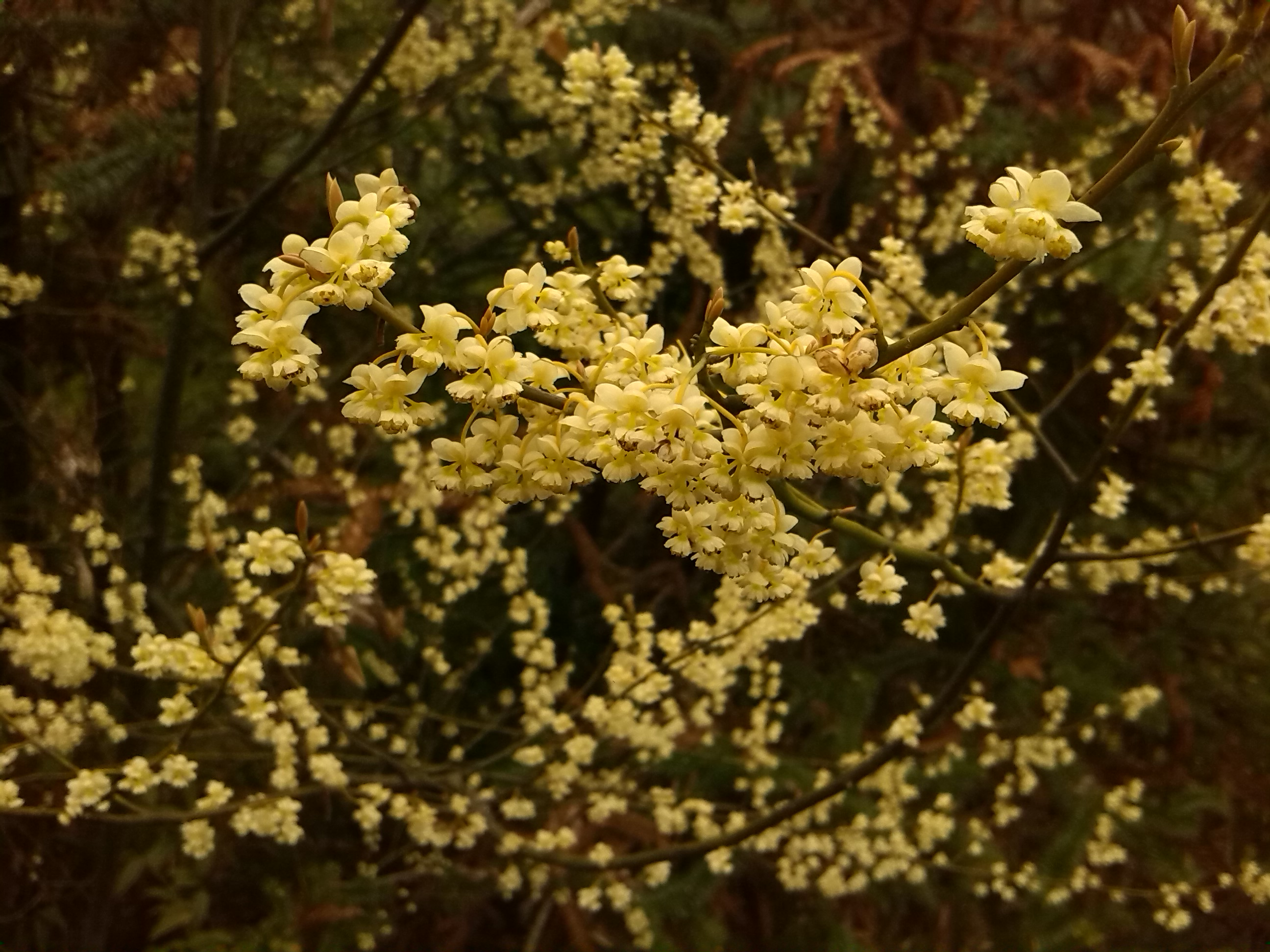